# 栫ヒロツグ
栫 ヒロツグ（かこい ヒロツグ）は、日本の美術監督。株式会社鹿児島ラメカヒリム代表取締役社長。

## 来歴・人物
2008年より美術監督として活躍。美峰所属時代は「栫裕倫」でクレジットされていた。主にアニメーションの美術監督を務める。
2016年、ととにゃんより独立し鹿児島ラメカヒリムを設立。

## 参加作品

### テレビアニメ
2008年
- 【俗・】さよなら絶望先生（美術監督）

2009年
- 初恋限定。（美術監督）
- 07-GHOST（美術監督）

2010年
- 裏切りは僕の名前を知っている（美術監督）

2011年
- デジモンクロスウォーズ 〜時を駆ける少年ハンターたち〜（美術）
- たまゆら〜hitotose〜（背景）
- Persona4 the ANIMATION（背景）

2012年
- 宇宙兄弟（背景）
- さんかれあ（美術監督）

2013年
- 翠星のガルガンティア（美術監督）

2014年
- ノブナガ・ザ・フール（美術監督）
- LOVE STAGE!!（美術監督）

2015年
- 六花の勇者（美術監督）
- 俺がお嬢様学校に「庶民サンプル」としてゲッツされた件（美術監督）

2016年
- ラクエンロジック（美術監督）

2017年
- キラキラ☆プリキュアアラモード（美術）
- “栄光なき天才たち”からの物語（美術監督）

2018年
- ピアノの森（美術監督）

2019年
- Z/X Code reunion（美術監督）

2020年
- 禍つヴァールハイト -ZUERST-（美術監督）

2022年
- 天才王子の赤字国家再生術（美術監督）
- 聖剣伝説 Legend of Mana -The Teardrop Crystal-（美術監督）

### 劇場アニメ
2012年
- ドットハック セカイの向こうに（美術協力）
- グスコーブドリの伝記（背景）
- アシュラ（美術監督）

2013年
- ドラゴンボールZ 神と神（美術監督）

### OVA
2008年
- 【獄・】さよなら絶望先生（2008年 - 2009年）

2009年
- AIKa ZERO

### Webアニメ
2011年
- 京騒戯画（美術監督）

2018年
- 約束の七夜祭り（美術監督）

2019年
- 愛姫MEGOHIME（美術監督）

### ゲーム
2021年
- 聖剣伝説 LEGEND OF MANA Remastered（オープニングアニメーション、美術設定）

### CM
2018年
- テレビCM マルイノアニメ「猫がくれたまぁるいしあわせ」（美術監督）